# U-20-Fußball-Südamerikameisterschaft 1997/Kader Uruguay
Bei der U-20-Fußball-Südamerikameisterschaft 1997 in Chile bestand der Kader der uruguayischen U-20-Nationalmannschaft aus den nachfolgend aufgelisteten Spielern. Die Uruguayer, man spricht in jenem Jahr von der Generación de Malasia, belegten den vierten Rang.
|         | Alejandro Lembo    |  | Bella Vista            |  |             |  |                   |  |
|         | Mario Regueiro     |  | Cerro                  |  |             |  |                   |  |
|         | Christian Callejas |  | Danubio                |  |             |  |                   |  |
|         | Fabián Carini      |  | Danubio                |  |             |  |                   |  |
|         | Gabriel Migliónico |  | Danubio                |  |             |  |                   |  |
|         | César Pellegrín    |  | Danubio                |  |             |  |                   |  |
|         | Inti Podestá       |  | Danubio                |  |             |  |                   |  |
|         | Martín Rivas       |  | Danubio                |  |             |  |                   |  |
|         | Marcelo Zalayeta   |  | Danubio                |  |             |  |                   |  |
|         | Gustavo Biscayzacú |  | Defensor Sporting      |  | Carlos Díaz |  | Defensor Sporting |  |
|         | Nicolás González   |  | Defensor Sporting      |  |             |  |                   |  |
|         | Nicolás Olivera    |  | Defensor Sporting      |  |             |  |                   |  |
|         | Fabián Coelho      |  | Nacional               |  |             |  |                   |  |
|         | Gustavo Munúa      |  | Nacional               |  |             |  |                   |  |
|         | Fernando Carreño   |  | Peñarol                |  |             |  |                   |  |
|         | Fabián Perea       |  | Peñarol                |  |             |  |                   |  |
|         | Alejandro Meloño   |  | Rentistas              |  |             |  |                   |  |
|         | Rodrigo López      |  | River Plate Montevideo |  |             |  |                   |  |
|         | Pablo García       |  | Montevideo Wanderers   |  |             |  |                   |  |
| Trainer |                    |  |                        |  |             |  |                   |  |
|         |                    |  |                        |  |             |  |                   |  |

Quelle: